# TT139
TT139 (Theban Tomb 139) è la sigla che identifica una delle Tombe dei Nobili ubicate nell’area della cosiddetta Necropoli Tebana, sulla sponda occidentale del Nilo dinanzi alla città di Luxor, in Egitto. Destinata a sepolture di nobili e funzionari connessi alle case regnanti, specie del Nuovo Regno, l'area venne sfruttata, come necropoli, fin dall'Antico Regno e, successivamente, sino al periodo Saitico (con la XXVI dinastia) e Tolemaico.

## Titolare

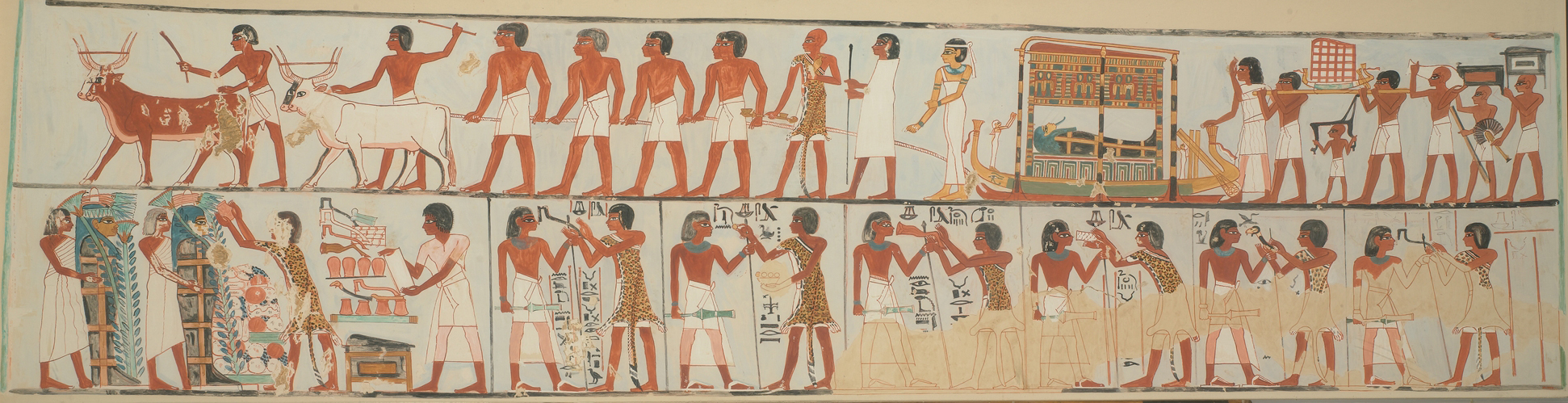
Processione funeraria in un acquerello di Nina de Garis Davies (cat. MET 35.101.3)

TT139 era la tomba di:
| Titolare | Titolo                                                                                           | Necropoli           | Dinastia/Periodo               | Note                                                                                |
| -------- | ------------------------------------------------------------------------------------------------ | ------------------- | ------------------------------ | ----------------------------------------------------------------------------------- |
| Pairi    | Prete wab dinanzi ad Amon, Primo figlio reale dinanzi ad Amon, Supervisore dei contadini di Amon | Sheikh Abd el-Qurna | XVIII dinastia (Thutmosi IV ?) | ai piedi della collina; circa 50 m a ovest della TT57 e a poca distanza dalla TT100 |

## Biografia

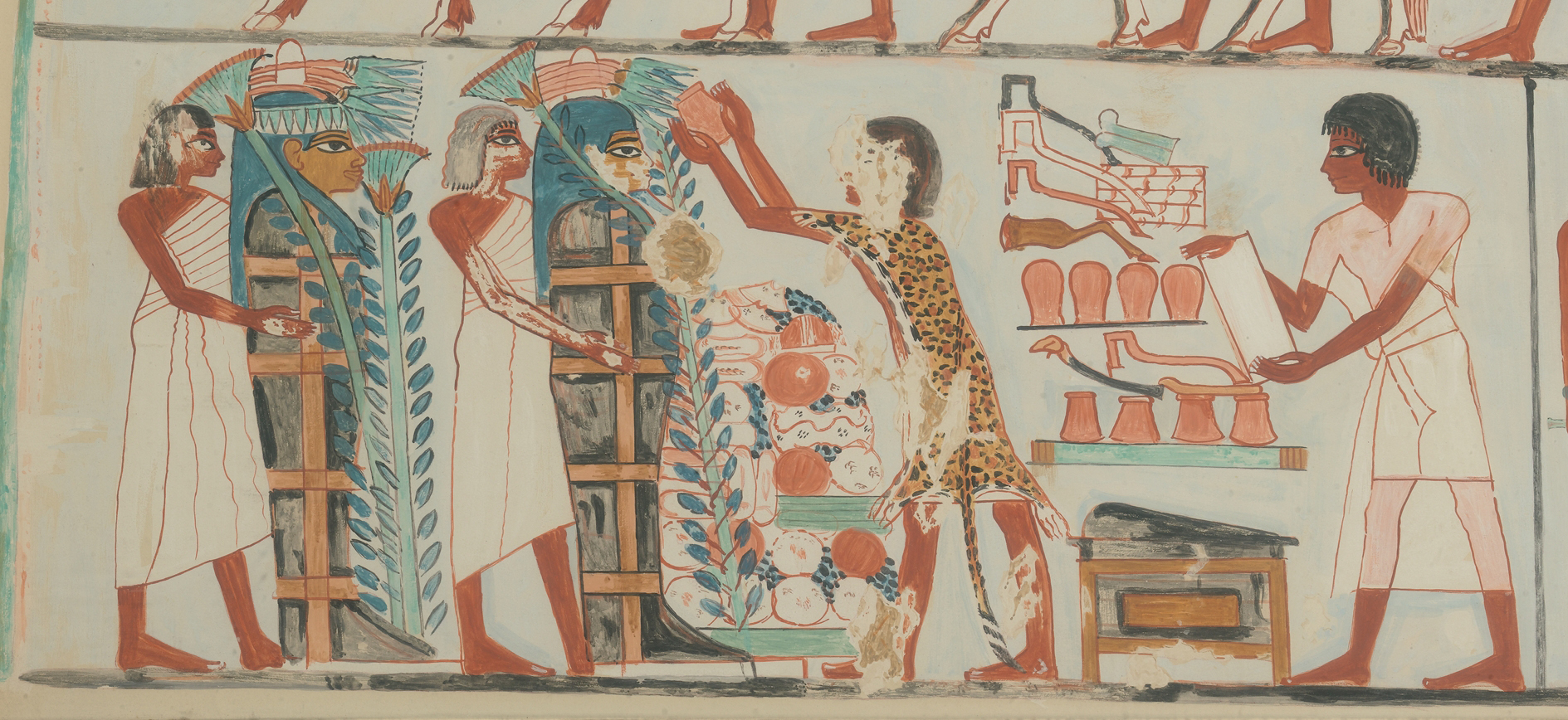
Particolare della processione funebre, Metropolitan Museum di New York (cat. MET 35.101.3.)

Sheroy, Profeta di Ptah e Hathor, fu suo padre; Henutnefert il nome della moglie, Ptahmosi e Amenhotep quello dei figli.

## La tomba

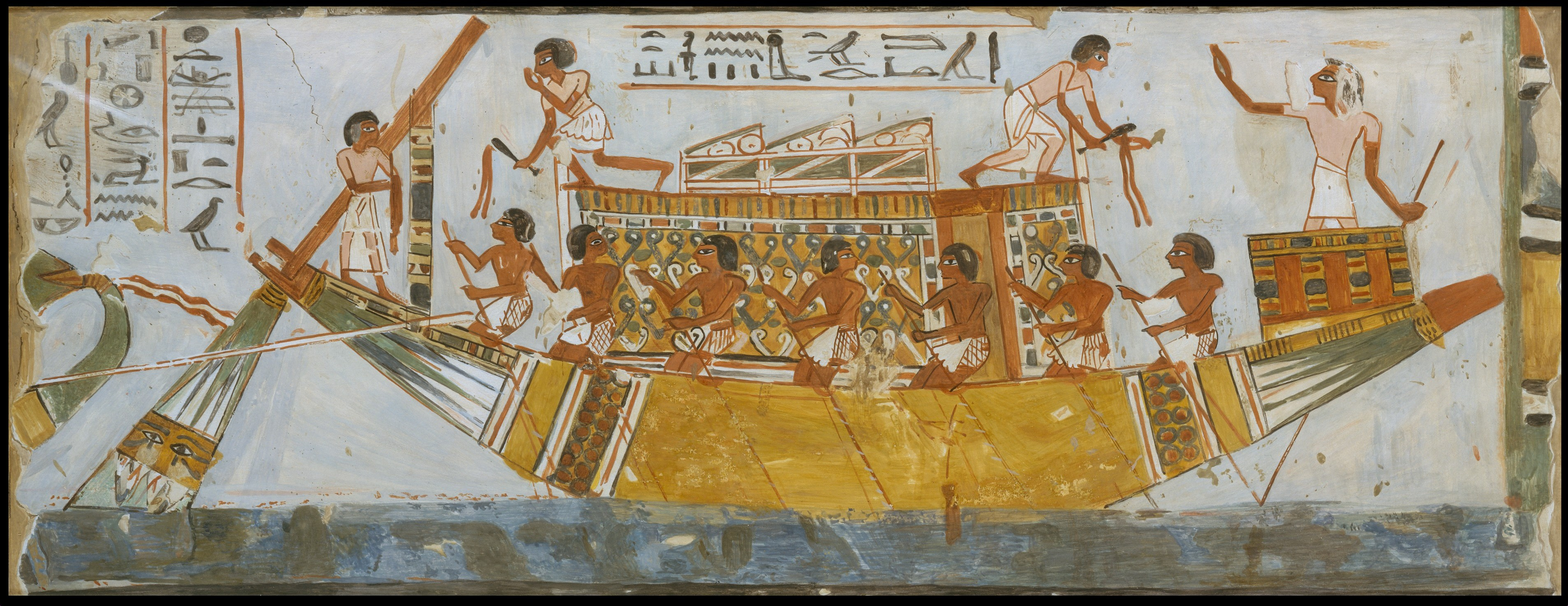
Barca del Pellegrinaggio ad Abido in un acquerello di Charles K. Wilkinson (Cat. MET DT10886)

L'accesso alla tomba si apre in un cortile; un breve corridoio, sulle cui pareti (1 in planimetria) il defunto e la famiglia (tra cui una fanciulla indicata come "concubina reale") versano unguenti in libagione, adduce a una sala trasversale i cui dipinti parietali sono alquanto danneggiati. Sono tuttavia rilevabili (2) il figlio Ptahmosi con fiori di papiro; poco oltre (3) i figli Amenhotep e, forse, Ptahmosi, offrono mazzi di fiori al defunto e alla moglie, e il defunto che offre liste di offerte ai propri genitori. Su quattro registri sovrapposti (4), il defunto e la moglie con file di portatori in offertorio a Osiride, scene della processione funebre con il trasporto del sarcofago e delle suppellettili funerarie, il rito dell'apertura della bocca officiato da due preti sulla mummia e il pellegrinaggio ad Abido. Sopra una porta (5) i Figli di Horus e testi in ieratico datati all'anno terzo di Smenkhara-Ankhkheperura, con inni ad Amon di Pewah, Scriba delle divine offerte di Amon nel tempio di Ankhkheperura. Un ultimo rilievo ancora leggibile rappresenta (6) scene (non terminate) del banchetto funebre con il figlio Ptahmosi che offre liste di offerte al defunto e alla madre.

### Annotazioni
1. ↑  La numerazione dei locali e delle pareti segue quella di Porter e Moss 1927, p. 248.
2. ↑  La prima numerazione delle tombe, dalla numero 1 alla 253, risale al 1913 con l’edizione del "Topographical Catalogue of the Private Tombs of Thebes" di Alan Gardiner e Arthur Weigall. Le tombe erano numerate in ordine di scoperta e non geografico; ugualmente in ordine cronologico di scoperta sono le tombe dalla 253 in poi.
3. ↑  I campi della Duat, ovvero l'aldilà egizio, si trovavano, secondo le credenze, proprio sulla riva occidentale del grande fiume.
4. ↑  Nella sua epoca di utilizzo, l'area era nota come "Quella di fronte al suo Signore" (con riferimento alla riva orientale, dove si trovavano le strutture dei Palazzi di residenza dei re e i templi dei principali dei) o, più semplicemente, "Occidente di Tebe".
5. ↑  le Tombe dei Nobili, benché raggruppate in un'unica area, sono di fatto distribuite su più necropoli distinte.
6. ↑  Le note, sovente di inquadramento topografico della tomba, sono tratte dal "Topographical Catalogue" di Gardiner e Weigall, ed. 1913 e fanno perciò riferimento alla situazione dell'epoca.
7. ↑  I preti "wab", ma anche "uab", o "uebu", appartenevano al basso clero ed erano incaricati della manutenzione degli strumenti del culto e degli oggetti comunque ad esso connessi. A loro competeva il lavacro e l'abbigliamento giornaliero della statua del dio presso cui operavano e a loro competeva il trasporto della statua del dio (generalmente su una barca sacra) durante le cerimonie. Erano gerarchicamente sottoposti ad un "grande prete wab" cui competevano le operazioni giornaliere di culto della divinità.

### Fonti
1. ↑  Gardiner e Weigall 1913.
2. ↑  Donadoni 1999,  p. 115.
3. ↑  Gardiner e Weigall 1913, p. 28.
4. 1 2  Porter e Moss 1927,  p. 252.
5. ↑  Gardiner e Weigall 1913, pp. 28-29.
6. ↑  Porter e Moss 1927,  pp. 252-254.